# 紗希
神村 紗希（かみむら さき、1984年10月4日 - ）は、日本のシンガーソングライター、作詞家、作曲家、編曲家。埼玉県浦和市（現：さいたま市）出身。埼玉県立大宮高等学校、東京音楽大学音楽学部音楽学科作曲指揮専攻（映画・放送音楽コース）を経て、慶應義塾大学文学部哲学科（通信教育課程）を卒業。大学院大学至善館経営学修士（MBA）課程を修了。デビュー以来、紗希（さき）として活動していたが、2017年10月に「神村紗希」に改名した。

## 来歴
- 4歳からピアノ講師である母親にピアノを習い始め、中学3年から作曲を始める。
- 2002年、「Sony Music Audition」で、約4万組の出場者の中、当時17歳にしてグランプリを獲得。東京音楽大学進学とともに本格的な作曲活動を始める。
- 2004年、Rosetta Gardenのミニアルバム「heavenly flavor」にコーラス参加したことにより、本格的な活動を開始する。また、同ユニットのライブではサポートメンバーとしてピアノを担当していたこともある。
- 2005年2月9日、インディーズよりミニアルバム「春の匂い」をリリース。同年にソニー・ミュージックエンタテインメントと契約。
- 2006年5月20日、公式サイトを立ち上げ、同年6月21日、シングル「恋物語」でメジャーデビューを果たす。メジャーデビュー後は、大塚愛などを手がけているIkomanが編曲を担当していた。
- レーベル解散後はアーティスト・アニメへの楽曲提供・編曲及びプロデュースにも精力的に挑戦している。
- アニメ「ヘタリア」シリーズでは、第1期の主題歌「まるかいて地球」を始め数多くの楽曲制作を担当。2011年にはアメリカ・シカゴのアニメイベントAnime Centralにゲストとして呼ばれ講演した。
- 2012年11月1日放送のアニメしろくまカフェでヤマアラシファンクラブ役で声優に挑戦。自身はアニメの歴代エンディングの作詞・作編曲を担当。

## ディスコグラフィ

### メジャー

#### シングル
1. 恋物語（2006年6月21日発売）
2. 愛という言葉（2007年2月14日発売）
MBS・TBS系全国ネット放送アニメ「天保異聞 妖奇士」エンディングテーマ
3. You&Me 紗希&Rie fu名義 (2013年3月13日発売)
テレビ東京系列アニメ「しろくまカフェ」オープニングテーマ

#### アルバム
1. GREEN（2007年4月18日発売）

### インディーズ

#### ミニアルバム
1. 春の匂い（2005年2月9日発売）

### 楽曲提供

#### アーティスト楽曲提供
- 中孝介
  - 「ひとさし指のメロディ」(作曲)- 1st album「ユライ花」収録
- アイドリング!!!
  - 「告白」(作曲) - 3rd single
- 中村優
  - 「未来のメロディ」(作詞・作編曲) - 2nd single c/w
- Love it（巽悠衣子、金元寿子）
  - 「Love Sick!」(作詞・作編曲)
  - 「Dear My Friend」(作詞・作編曲) - 文化放送超!A&G「ゆいこ、ひさこのでかした！RanQueen!」番組テーマ曲
- ELEKITER ROUND φ（日野聡、立花慎之介）
  - 「Summer Snow」(作詞・作編曲) - 3rd mini album リード曲
  - 「ガラスの薔薇」(作詞・作編曲) - 8th mini album 「あの日の茜空の下で」収録
- 久保田紗友
  - 「Message」(作詞・作編曲) - TBS ドラマ「神様のイタズラ」主題歌
- トミタ栞
  - 「あたらしい朝のうた」(作曲) - Debut mini album リード曲
  - 「スキスキップ」(作曲) - 1st single c/w
- 鈴木このみ
  - 「あなたに」(作詞・作編曲) - 1st album「１７」収録
- TAKA（水島大宙ソロプロジェクト）
  - 「Reflection」(作詞) - テレビ東京「アニメDON!」2014年3月度OPテーマ
  - 「砂時計」(作詞)
  - 「Mirage」(作詞)
- ピンク・ベイビーズ (編曲 ※共編曲：都倉俊一) 
  - 「渚のシンドバッド」
  - 「ペッパー警部」
  - 「UFO」
  - 「ウォンテッド（指名手配）」-1st single
  - 「パパイヤ軍団」
  - 「キャッチ・リップ」
  - 「S・O・S」
  - 「星から来た二人」
  - 「アダムとイブ・スーパーラブ」
  - 「夢中が一番美しい」
  - 「モンスター」
  - 「UFO」
  - 「カルメン'77」
  - 「マンデー・モナリザ・クラブ」
  - 「ジパング」
  - 「サウスポー」
- WEFUNK
  - 「LOST GOVERNMENT」(作編曲)
  - 「BACKSIDE SMITH」(作編曲)
  - 「New Anison」(作編曲)
- あいち☆乙女組
  - 「乙女ロマンス☆」(作詞) Ft.BELLY BUTTON
  - 「折れない翼」(作詞・作曲)
- BELLY BUTTON
  - 「勝利の果実」(作詞)
- みかんとふぐ(CV：小西克幸と安元洋貴) 
  - 「愛のヒーロー」(作詞・作編曲)
  - 「愛のヒーロー ふぐver.」(作詞・作編曲)
  - 「愛のヒーロー みかんver.」(作詞・作編曲)

#### アニメ・ドラマCD
- ポケットモンスターダイヤモンド＆パール
  - 「風のメッセージ」歌：水橋舞(作曲)

- ヘタリア Axis Powers
  - 「まるかいて地球」全18バージョン(作詞・作編曲)
    - イタリア(CV:浪川大輔)
    - ドイツ(CV:安元洋貴)
    - 日本(CV:高橋広樹)
    - イギリス(CV:杉山紀彰)
    - フランス(CV:小野坂昌也)
    - アメリカ(CV:小西克幸)
    - ロシア(CV:高戸靖広)
    - 中国(CV:甲斐田ゆき)
    - ちびたりあ(CV:金田アキ)
    - 神聖ローマ(CV:金野潤)
    - スイス(CV:朴璐美)
    - リヒテンシュタイン(CV:釘宮理恵)
    - ポーランド(CV:たなかこころ)
    - リトアニア(CV:武内健)
    - オーストリア(CV:笹沼尭羅)
    - プロイセン(CV:高坂篤志)
    - シーランド(CV:折笠愛)
    - スペイン(CV:井上剛)

  - 「お湯をひとわかししよう♪」歌:イタリア(CV:浪川大輔)(作詞・作編曲)
  - 「恐れ入ります、すみません。」歌:日本(CV:高橋広樹)(作詞・作曲)
  - 「立派 やっぱ パリ♪」歌:フランス(CV:小野坂昌也)(作詞・コーラスアレンジ)
  - 「зима」歌:ロシア(CV:高戸靖広)(コーラス)
  - 「你好★中国」歌:中国(作詞・作編曲・コーラス)
  - 「ルン・ルン・ルネッサンス♪」歌:ローマ爺ちゃん(CV:郷田ほづみ)＆ちびたりあ(CV:金田アキ)(編曲)
  - 「学園☆フェスタ」歌:イタリア(CV:浪川大輔)/ドイツ(CV:安元洋貴)/日本(CV:高橋広樹)(作詞・作編曲)

- ヘタリア World Series
  - 「はたふってパレード」全18バージョン (作詞・作編曲／※作詞・作曲)
    - イタリア(CV:浪川大輔)
    - ロマーノ(CV:浪川大輔)
    - ドイツ(CV:安元洋貴)
    - 日本(CV:高橋広樹)
    - イギリス(CV:杉山紀彰)
    - フランス(CV:小野坂昌也)
    - アメリカ(CV:小西克幸)
    - ロシア(CV:高戸靖広) ※
    - 中国(CV:甲斐田ゆき)※
    - ギリシャ(CV:高坂篤志) ※
    - トルコ(CV:藤本たかひろ) ※
    - フィンランド(CV:水島大宙) ※
    - スウェーデン(CV:酒井敬幸) ※
    - ちびロマーノ(CV:金田アキ) ※
    - スペイン(CV:井上剛) ※
    - ハンガリー(CV:根谷美智子) ※
    - プロイセン(CV:高坂篤志) ※

  - 「We Wish You a Merry Christmas」(作詞)

- ヘタリア The World Twinkle
  - 「Ephemeral Flowers」(作詞・歌唱) - 第11話「Davie」挿入歌

- 身代わり伯爵シリーズ
  - 「ラブリーLADY」歌:ミレーユ・オールセン(CV:遠藤綾)　(作詞・作編曲)
  - 「Dearest」歌:アルフレート・ジークヴァルト・グリゼライド(CV:森川智之)　(作詞)
  - 「Blue Sky,Blue Ocean」歌:リヒャルト・ラドフォード(CV:中村悠一)　(作詞)
  - 「Fly☆High!」 歌:ベルンハルト伯爵フレデリック(CV:岸尾だいすけ)　(作詞)

- ヴォイスキャスティングシミュレーションゲーム こくはく
  - 「こくはく」歌：辻あゆみ (作詞・作編曲)

- FULL SCORE
  - 「Borderless Music!!!」 (作詞)

　　歌：馬場陽平(CV:遊佐浩二)、沖王太郎(CV:吉野裕行)、神藤天輝(CV:宮野真守)、兵藤勉(CV:平川大輔)、藤澤将(CV:小野大輔)
- - 「Borderless Music!!! -Jazz Night-」 (作詞)

　　歌：下手洋平（CV:谷山紀章）
- しろくまカフェ（作詞・作編曲）
  - 「Bamboo☆Scramble」歌：パンダ(CV:福山潤)
  - 「グリズリーさんのG★ROCK」歌：グリズリー(CV:中村悠一)
  - 「みずいろ」歌：笹子(CV:遠藤綾)
  - 「ZOOっと、ね♪」歌：常勤パンダ(CV:小西克幸)
  - 「みちのく飼育ブルース」歌：半田(CV:羽多野渉)
  - 「ぞっこん！ペン子さん」歌：ペンギン(CV:神谷浩史)
  - 「気ままに パンダママ」歌：パンダママ(CV:森川智之)
  - 「ラマさんのラママンボ」歌：ラマ(CV:小野大輔)
  - 「ラルゴ」歌：ナマケモノ(CV谷山紀章)
  - 「バンブー・ランデヴー」歌：メイメイ(CV:花澤香菜)
  - 「PANDAHOLIC!!」歌：リンリン(CV:川島得愛)
  - 「My Dear」歌：シロクマ(CV:櫻井孝宏)
  - 「しろくまカフェ」全13バージョン
  - 「You&Me」歌：紗希&Rie fu（作詞・作編曲）
  - 「Rock the Party」歌：紗希&Rie fu (編曲)

- ごきチャ!!
  - 「ごっきゅん！デイズ」(作詞・作編曲) 歌：ごきチャ(CV:能登麻美子)
  - 「はじまる」(作詞・作編曲) 歌：ごきチャ(CV:能登麻美子)

- ノラガミ（作詞・作編曲）
  - 「ミタイ・セカイ」歌：壱岐ひより(CV:内田真礼)
  - 「キャッチボール」歌：雪音(CV:梶裕貴)
  - 「月夜ノ舟」歌：夜ト(CV:神谷浩史)
  - 「花篝り」歌：毘沙門(CV:沢城みゆき)&兆麻(CV:福山潤)
  - 「愛は八百万♡」歌：小福(CV:豊崎愛生)&大黒(CV:小野大輔）
  - 「ノラガミ音頭」歌：天神シスターズ 歩喩（CV:M・A・O）南喩（CV:茜屋日海夏）実喩（CV:タカオユキ）望喩（CV：井澤詩織）

### 劇伴・サウンドトラック
- フジテレビ短編アニメ大賞最新作「チョコレートのウサギ パルピー」
- タカラトミー「こえだちゃん」シリーズ
- 週刊少年マガジン OAD アニメ「君のいる町」
- アニメ「DIABOLIK LOVERS MORE,BLOOD」（共同名義：林ゆうき）
- 劇団ハーベスト
  - 第1回公演「開演します！～girl’s up! up!～」
  - 第2回公演「一筆啓上！～girls look up!～」
  - 第3回公演「位置について！～girls start up!～」
- ダンスカンパニーDAZZLE
  - 2013年公演「＊ASTERISK アスタリスク」
  - 2014年公演「二重ノ裁ク者」
- 映画「きらきら眼鏡」

### CM・ジングル
- J-wave「J-wave Holiday Special」
- TFM「やまだひさしのラジアンリミテッド」
- マクドナルド ラジオCM「妄想サラリーマン」
- ダイシン「世界を駆ける技術編」
- 丸善食品工業 テーブルランド「なめ茸」「野菜ジュース」
- タカラトミー こえだちゃん「こえだちゃんの木のおうち」シリーズ
- ポケラボ「やきゅとも!」

### 参加作品
- Rosetta Garden（桜井秀俊ユニット）
  - 「Body as Machine」(コーラス)
  - 「From my room ~ To your town」(コーラス)
  - 「雨」(コーラス)- Mini album「heavenly flavor」収録
- 親子向けコンピレーションアルバム「Lingkaran for Baby」(2007年9月26日)
  - 「勇気一つを友にして」弾き語りカバー

#### PV出演
- 真心ブラザーズ「All I want to say to you」
- TAKA(水島大宙ソロプロジェクト)「Reflection」
- Rie fu「Butterfly」

#### WEBアニメ
- GJ8マン （2016年10月 - ）音楽・音響および、ナレーションを担当。